# Bitwa na jeziorze Miadzioł
Bitwa na jeziorze Miadzioł (Bitwa pod Miadziołem) – starcie zbrojne do którego doszło 8 lutego 1659 podczas wojny polsko-rosyjskiej (1654-1667) w mieście Miadzioł, na brzegach jeziora o tej samej nazwie.
Armia rosyjska pod dowództwem Iwana Chowańskiego odniosła zwycięstwo nad wojskami Wielkiego Księstwa Litewskiego dowodzonymi przez generała Mikołaja Judyckiego i pułkownika Władysława Wołłowicza. Judycki wycofał się do Lachowicz.

## Geneza
Pod koniec 1658 r. w okolicach Miadzioła zgromadziły się duże siły wojsk litewskich. Były to tereny, na których wcześniej złożono przysięgę wierności rosyjskiemu carowi. Zaczęła tam gromadzić się również szlachta połocka i z innych województw, w odpowiedzi na apel hetmana Sapiehy, by dołączyć do pospolitego ruszenia. Po zawarciu rozejmu w Valiesar, armia rosyjska mogła sprowadzić na Litwę swoje wojska, które dotychczas brały udział w walkach ze Szwedami.  W styczniu przybył na Litwę pułk Chowańskiego. Zdołał on zebrać bardzo ograniczone siły. Główne siły pułku rozjechały się do domów, ponieważ wcześniej "nie powiedziano im o służbie w zimę". Wojska pozostające do dyspozycji Chowańskiego były jednak oddane swemu dowódcy.
Rosjanie zajęli Brasław i Ikaźń, a kozacy odnieśli zwycięstwo nad pułkownikiem Wołłowiczem pod Dzisną. Wiadomość o wkroczeniu pułku pskowskiego na Litwę zmusiła Judyckiego, który wyruszył z pułkiem do Ikaźni, do powrotu do Miadzioła, a Wołłowicz przyjechał z Głębokiego by dołączyć do Judyckiego. Pomimo tego, że część szlachty litewskiej zdezerterowała i ponownie przeszła na stronę Rosjan, wojska litewskie nadal dysponowały znacznymi siłami, liczącymi około 6 tys. ludzi.

## Bitwa
Mając ograniczone siły Chowański utworzył liczny korpus kawalerii ("jartaul") liczący do 1000 jeźdźców, koncentrując w nim swoje główne siły. 24 stycznia 1659 r. rosyjski korpus został wysłany, aby schwytać jeńców, którzy dostarczą informacji o Litwinach. Korpus napotkał awangardę armii litewskiej pod Postawami i rozbił ją, zdobywając sztandar i jeńców. Kilka dni później dotarł Chowański z pozostałą częścią wojsk. O świcie 29 stycznia "jartaul" pokonał inny oddział litewski w pobliżu Miadzioła i ścigał go aż do miasta. Tutaj Rosjanie spotkali główne siły wroga, które stanęły na zamarzniętym jeziorze. W kolejnym starciu Litwini zaczęli przeważać, jednak przybyły posiłki rosyjskie w liczbie 1000 jeźdźców Chowańskiego. Ponieważ sam "jartaul" był stosunkowo liczny, Litwini stwierdzili, że armia Chowańskiego jest znacznie większa, przez co pojawienie się wojsk rosyjskich wywołało panikę. Skutek był porażający: masa Litwinów uciekła z pola bitwy, ratując życie. Rosjanie ścigali ich ponad 30 mil do Kurzeńca i zdobyli wozy zaopatrzeniowe, artylerię i 200 ludzi.

## Konsekwencje
W wyniku tego zwycięstwa armia rosyjska przejęła inicjatywę strategiczną i odzyskała kontrolę nad dużymi obszarami Wielkiego Księstwa Litewskiego. Dowództwo wojsk rosyjskich rozpoczęło planowanie ofensywy na Warszawę. Za zwycięstwo pod Miadziołem Chowański został wezwany do Moskwy, gdzie w Niedzielę Palmową 27 marca 1659 r. otrzymał tytuł bojara i został mianowany namiestnikiem Wiatki. Jeden z uczestników bitwy, szlachcic Wielkiego Księstwa Litewskiego Aleksander Dionizy Skorobohaty lub Wojszko-Skorobohaty (09.06.1639 – 08.20.1699) pozostawił po sobie diariusz, który został opublikowany w Warszawie w 2000 roku.